# Gubra
Pour plus de détails, voir Fiche technique et Distribution.
Gubra est un film malaisien sorti en 2006 comme suite de Sepet de Yasmin Ahmad. Il a été tourné en 14 jours à Ipoh en Malaisie. Il est suivi par Mukhsin.

## Titre
Gubra vient du mot gubra, signifiant "inquiétude". C'est un mot issu de la langue penang ou du kedah une variante du malais utilisé principalement par le peuple tamoul. Pour sa distribution outre-mer le film a été nommé Anxiety (anxiété en français).

## Fiche technique
- Titre : Gubra
- Réalisation : Yasmin Ahmad
- Scénario : Yasmin Ahmad
- Musique : Hardesh Singh, Pete Teo
- Photographie : Low Keong
- Montage : Affandi Jamaludin
- Production : Elyna Shukri, Wan Shahidi Abdullah, Nan Salleh
- Société de production : Nusan Bakti
- Distribution : Golden Village Entertainment, Lighthouse Pictures
- Langues : Anglais, Malais, Cantonais, Min Nan, Mandarin
- Pays d'origine : Malaisie
- Date de sortie : 2006

## Distribution
- Sharifah Amani
- Ida Nerina
- Harith Iskander
- Adibah Noor
- Adlin Aman Ramlee
- Alan Yun
- Nam Ron
- Norkhiriah
- Ng Choo Seong